# Politique aux Palaos
Les Palaos sont une république multipartite à régime présidentiel, où le président est à la fois chef de l’État et chef du gouvernement. Le pouvoir exécutif est aux mains du gouvernement tandis que le pouvoir législatif est partagé entre le gouvernement et le Congrès national. Le pouvoir judiciaire est indépendant des deux premiers.

## Pouvoir exécutif
| Fonction                        | Nom                 | Parti | Depuis          |
| ------------------------------- | ------------------- | ----- | --------------- |
| Président de la République      | Surangel Whipps Jr. |       | 21 janvier 2021 |
| Vice-président de la République | Raynold Oilouch     |       | 16 janvier 2025 |

Le président ainsi que le vice-président de la République sont élus au suffrage populaire pour un mandat de quatre ans.

## Pouvoir législatif
Le Congrès national est composé de deux chambres, le Sénat et la Chambre des délégués. Le Sénat compte neuf membres élus au niveau national. La Chambre des délégués compte seize membres, chacun issu de l’un des seize États fédérés. Tous les parlementaires sont élus pour quatre ans. Chaque État élit également son propre gouverneur et parlement.
Le parlement consulte le Conseil des chefs pour les questions relatives au droit coutumier.

## Partis politiques et élections
Il n'y a pas de partis politiques aux Palaos. Tous les candidats se présentent sans étiquette aux élections.

## Contexte politique
Le 2 novembre 2004, comme pronostiqué, le président Tommy Remengesau Jr. a été réélu avec une forte majorité contre l'homme d'affaires Polycarp Basilius lors des VIIe élections générales des Palaos. La participation a été de 70 %. La vice-présidente, Sandra Pierantozzi, a perdu contre son concurrent Camsek Chin. Le président de Palau Micronesia Air Alain Seid, la personnalité de la radio, Alfonso Diaz, l'homme d'affaires Santy Asanuma et le directeur de la Santé publique Caleb Otto sont devenus sénateurs et rejoignent les sénateurs réélus suivants : Surangel Whipps Sr., Mlib Tmetuchl, Yukiwo Dengokl, Johnny Reklai et Joshua Koshiba. 
La plupart des délégués des États ont conservé leur siège.
Surangel Whipps Jr. est élu président le 3 novembre 2020 et succède à partir du 21 janvier 2021 à son beau-frère Tommy Remengesau.